# Vaprio d'Adda
Vaprio d'Adda là một đô thị ở tỉnh Milano, vùng Lombardia của Italia, khoảng 30 km về phía đông bắc của Milano. Tại thời điểm ngày 31 tháng 12 năm 2004, đô thị này có dân số 6.972 người và diện tích là 7,0 km².
Vaprio d'Adda giáp các đô thị: Trezzo sull'Adda, Capriate San Gervasio, Grezzago, Canonica d'Adda, Pozzo d'Adda, Cassano d'Adda, Fara Gera d'Adda.